# Asociación Deportiva Atenas
El Asociación Deportiva Atenas, o Atenas de Córdoba, és un club argentí de bàsquet de la ciutat de Córdoba. A més de basquetbol té seccions de gimnàstica, patinatge sobre rodes, natació i voleibol.
El club va ser fundat el 7 de març de 1938 principalment per membres del New Tennis Club.

## Jugadors destacats

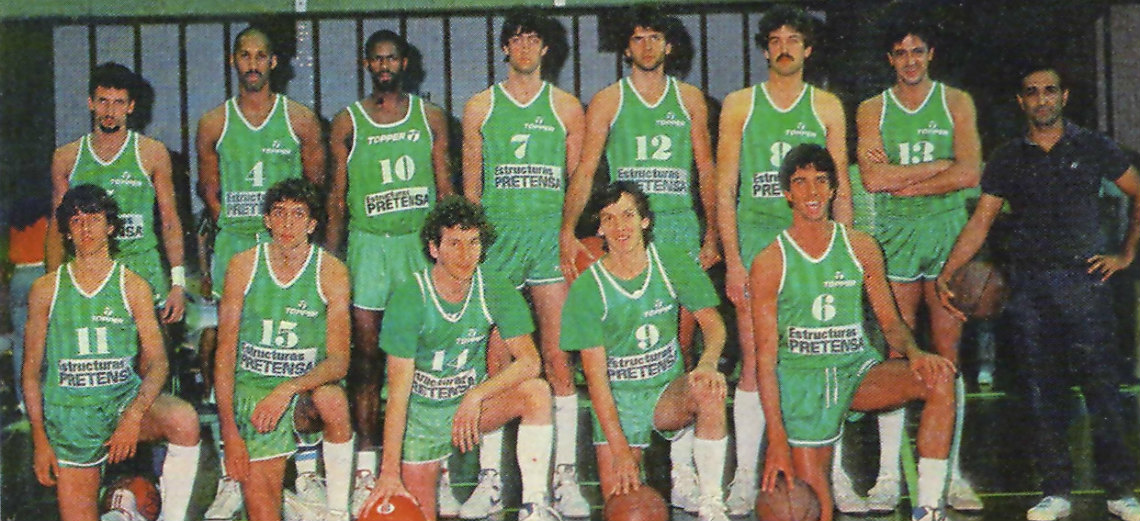
Equip el 1987.

| Números retirats |                   |         |                                          |      |                   |
| N.               | Jugador           | Posició | Temporades                               | Any  | Refs              |
| 5                | Héctor Campana    | E       | 1982-2002                                | 2005 | [ 2 ] [ 3 ]       |
| 7                | Bruno Lábaque     | B       | 1994-2003, 2006-09, 2010-17              | 2017 | [ 4 ]             |
| 9                | Marcelo Milanesio | B       | 1987-1988, 1991-92, 1996-2000, 2002-2004 | 2002 | [ 2 ]             |
| 11               | Diego Osella      | P       | 1988-1992, 1993-2001, 2003-2010          | 2011 | [ 5 ] [ 6 ] [ 7 ] |

## Palmarès

### Nacional
- Lliga argentina de bàsquet (9): 1987, 1988, 1990, 1991-92, 1997-98, 1998-99, 2001-02, 2002-03, 2008-09
- Copa de Campeones (2): 1998, 1999
- Super 8 (1): 2010-11
- Top 4 (1): 2003-04
- Copa Argentina (1): 2008

### International
- Lliga sud-americana de bàsquet (3): 1997, 1998, 2004
- Campionat sud-americà de clubs de bàsquet (2): 1993, 1994
- Campeonato Panamericano (1): 1996

### Regional
- Asociación Cordobesa (12): 1949, 1950, 1951, 1952, 1954, 1955, 1956, 1957, 1959, 1974, 1981, 1984